# Meleda (isola)
Meleda (in croato Mljet, in latino Melita) è un'isola della Dalmazia meridionale, situata a sud della penisola di Sabbioncello (Pelješac). Con Curzola e l'arcipelago di Lagosta fa parte delle isole Curzolane. Amministrativamente appartiene alla regione raguseo-narentana. È interamente amministrata dal comune di Meleda  (Mljet).
L'isola è quasi interamente ricoperta di boschi e la parte nord-ovest è protetta in quanto parco naturale nazionale, creato il 12 novembre 1960. All'interno dell'area del parco, si trovano due laghi di acqua salata, collegati tra loro da uno stretto canale dove il flusso e riflusso delle maree crea dei singolari giochi di corrente; sul fondale del lago Piccolo (Malo jezero) si trova una delle maggiori concentrazioni conosciute di Pinna nobilis. Nel lago Grande (Veliko jezero) si trova un'isola interamente occupata dal monastero di Santa Maria di Meleda.

## Geografia

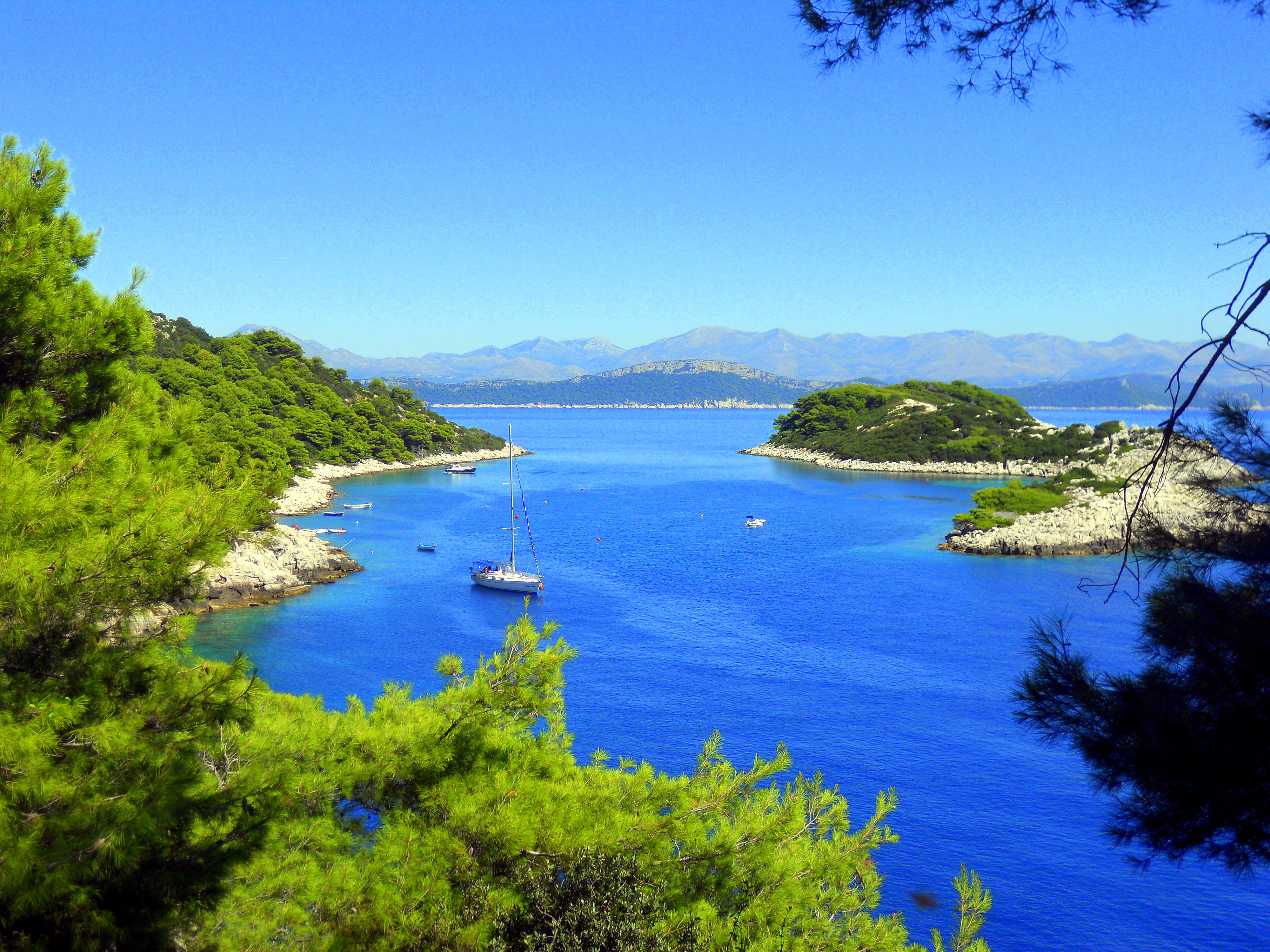
Porto di Sabbionara

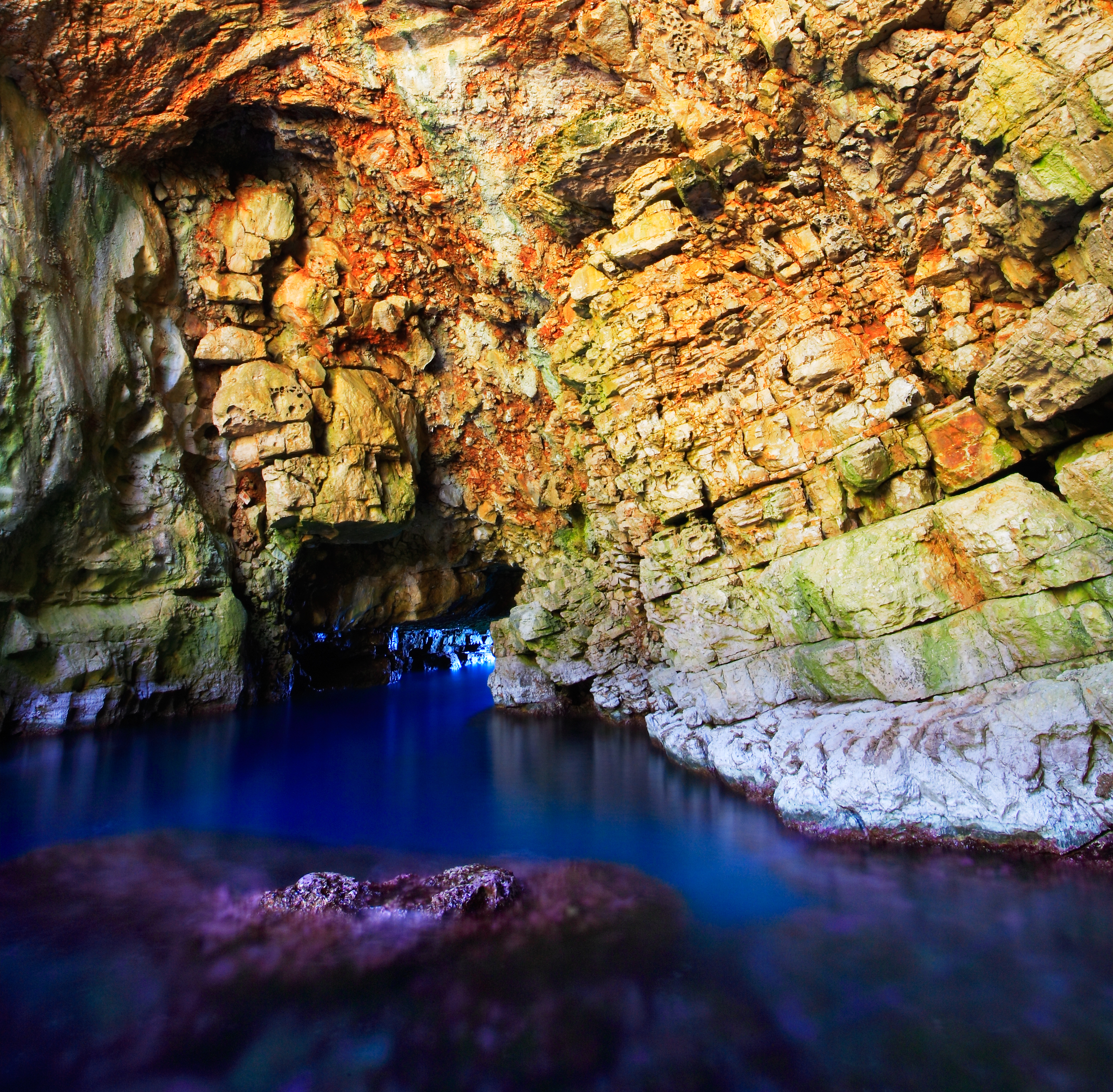
Grotta di Ulisse (Odisejeva špilja)

Meleda è separata dalla penisola di Sabbioncello dal canale di Meleda (Mljetski kanal), si trova a est di Lagosta e a nord-ovest della città di Ragusa (Dubrovnik). Ha una superficie di 98,015 km², lo sviluppo costiero è di 135,185 km, l'elevazione massima è quella del monte Castel Grande (Veli Gradac), 514 m s.l.m., segue il monte Castelletto (Mali Gradac) con i suoi 488 m. L'isola ha una forma molto allungata, in direzione nord-ovest/sud-est, con una lunghezza di circa 37 km da punta Calva (Goli rat) a punta Grongo (Gruj rat), e una larghezza media di 2 km. La struttura rocciosa è di origine interamente calcarea, con la costa occidentale generalmente più scoscesa e inaccessibile che non la parte orientale. Le uniche spiagge sabbiose si trovano nei dintorni di Sabbionara (Saplunara), all'estremità meridionale dell'isola. Le coste sono frastagliate con molte baie, promontori, isolette e scogli adiacenti. Solo poche baie offrono riparo per le imbarcazioni e un accesso relativamente facile al mare e sono (da ovest a est): Porto Palazzo (luka Polače), Porto Mezzo Meleda, Mezza Meleda o porto di Suvra (Luka Sobra), Porto Chiave (Prožurska Luka) e Porto Camera (Luka Okuklje). Sul lato ovest si trova la baia di Porto Palma (Luka Pomena), e su quello sud-ovest: Porto Ingannatore (Gonoturska Luka), compreso tra punta Lenga (rt Lenga) e punta Panetto (rt Hljeb), dal quale, attraverso lo stretto canale Passo delle Saline (kanal Soline), si entra nel lago Grande. All'estremità orientale il Porto di Sabbionara o Sablonava (uvala Saplunara) offre riparo dallo scirocco.
Mezzo Meleda, al centro dell'isola sulla costa orientale, è il porto principale, dove approdano i traghetti in grado di trasportare i veicoli. Dal punto di vista turistico, l'approdo più importante è Porto Palazzo, all'estremità settentrionale, al margine dell'area del parco nazionale, dove però è possibile solo il traffico dei passeggeri. L'isola ha un unico albergo situato a Porto Palma, all'interno del parco nazionale, ma sono numerosissime le famiglie che affittano camere e alloggi durante il periodo estivo. Per il turismo da diporto, l'isola fornisce diversi ripari e approdi organizzati. Lungo la costa meridionale, a sud di Babinopoglie, si trova la grotta di Ulisse, dove molti anni fa era stata notata la foca monaca, che però ha abbandonato la località già da tempo. La grotta è di accesso esclusivo per via d'acqua, con partenza da Ropa.

### Isole adiacenti
Costa nord-ovest:
- scoglio Sain[22][23] o Sigl[8] (hrid Šij), ha una superficie di 1145 m²[24]; è situato 350 m circa a nord di punta Calva, l'estremo punto occidentale di Meleda 42°47′23″N 17°19′15″E.
- Palma (Pomeštak), di fronte all'abitato di Porto Palma.
- Glavato[10] o Glavat[7][8][17] (Glavat), ad ovest di punta Glavato[25], a nord della parte occidentale di Meleda; isolotto disabitato di forma allungata con una superficie di 0,081 km²[1], uno sviluppo costiero di 1,49 km[1] e un'altezza massima di 49,6 m[26] 42°48′22″N 17°21′34″E.
- scoglio Pietra Nera[27], Pietranera[13][17] o secca Nera[11] (hrid Crna Seka), a sud-ovest di Glavato, ha una superficie di 1141 m²[24] 42°48′08″N 17°21′13″E.
- scoglio Nero[22][28] (Borovac), chiamato anche Maslinovaz[13][17], circa 210 m[26] a sud di Glavat, ha un'area di 6276 m²[24] e 318 m[24] di costa 42°48′09″N 17°21′38″E; circa 150 m più a sud si trova un piccolo scoglio che ha un'area di 345 m²[24] (hrid Ploča) 42°48′03″N 17°21′38″E.
- scogli Borofcich[13][17], chiudono a nord l'ingresso di Porto Primo[29] (uvala Stupa):
  - scoglio Oliveto[22][30] (Maslinovac), a est di punta Glavato, scoglio arrotondato lungo circa 200 m[26] con una superficie di 0,016 km²[1], uno sviluppo costiero di 0,49 km[1] e un'altezza di 24 m[26] 42°48′13″N 17°22′33″E.
  - Borovcich[8] (hrid Maslinovac), piccolo scoglio a ovest del precedente, tra quest'ultima e punta Glavato; ha un'area di 1776 m²[24] 42°48′13″N 17°22′21″E.
- Morasnig (Moračnik).
- Taino[31], Taina[10], Tainich[8] o Jasnik[13] (Tajnik), isolotto disabitato all'ingresso di Porto Palazzo e a sud di Morasnig, con superficie di 0,094 km²[1], sviluppo costiero di 1,34 km[1] e altezza di 58,1 m[26] 42°47′30″N 17°23′56″E.
- Orata[10][32] o Ovrat[8] (Ovrata), scoglio di forma allungata a est di Morasnig con una superficie di 0,036 km²[1] 42°47′38″N 17°24′29″E.
- Cobrava (Kobrava), a est di Porto Palazzo.
- scoglio Culo[13][17], Culla[8] o Torre[27] (hrid Kula), a ovest di punta Croce[18][33] (rt Križice), ha un'area di 1561 m²[24] 42°47′12″N 17°26′04″E.
- scoglio Križice (hrid Križice), a sud-est di punta Croce, all'ingresso di Porto Croce[16][17] o Krisgnizze[8] (uvala Križice); lo scoglio ha un'area di 734 m²[24] 42°47′01″N 17°26′31″E.

Porto di Mezzo Meleda:
- scoglio Seperca[23] o Soperca[8] (hrid Šeperka), piccolo scoglio 80 m a nord-est di punta Deserta[34], chiamata anche Sovra[8] o Pusta[17] (rt pusta), che è segnalata da un faro[35]; lo scoglio ha un'area di 670 m²[24] 42°44′44″N 17°36′41″E.
- Badagno (Badanj).

Porto Chiave:
- Gallicia (Galičnjak).
- Borofcich (Borovac).
- scoglio Grande (Veli Školj o Planjak).
- scoglio Segnevaz[8] (Senjevac) a est dello scoglio Grande, situato vicino alla costa di Meleda; ha un'area di 5559 m²[24] e la costa lunga 279 m[24] 42°44′06″N 17°39′17″E. Tra Segnevaz e Grande c'è un altro piccolo scoglio (Senjevci Mali[24]) che ha un'area di 1099 m²[24] 42°44′06″N 17°39′11″E.

Punta Cima di Meleda (rt Vratnički):
- isolotto Cima di Meleda (Veliki Školj).

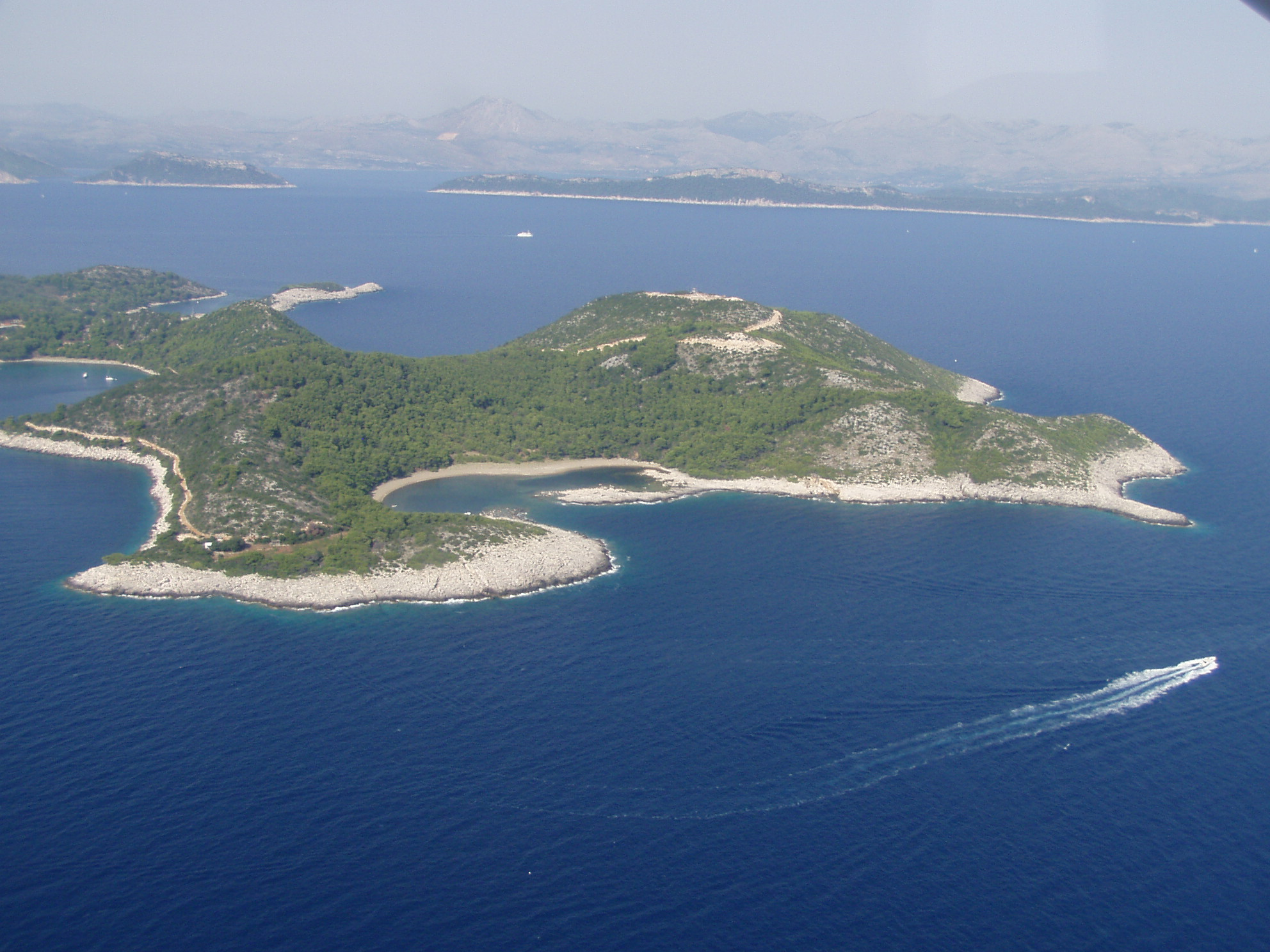
Punta Grongo con valle Blazza (uvala Blaca)

Costa meridionale:
- Priechi (Prećski Školj o Preč).
- scoglio San Paolo[34], situato a ovest-nord-ovest di Priechi, a circa 460 m di distanza[26] 42°41′56″N 17°40′58″E.
- Seccanera (Kosmač).
- scoglio Nudo[27] (Golić), di forma triangolare, a 90 m dalla costa di Meleda e 250 m[26] circa a sud-est di Seccanera; un'area di 1387 m²[24] 42°42′18″N 17°41′02″E.
- Luccovaz (Lukovac).
- Ariete (Brnjestrovac).
- Oghiran[8][37] o Ogliran[17][20] (Ogiran), piccolo scoglio con un'area di 3835 m²[24], dista circa 1 km da Meleda, a sud-est di Babinopoglie e si trova di fronte alla grotta di Ulisse[38] 42°42′51″N 17°33′28″E.

Porto Ingannatore:
- Vagni[8][20][33] (Vanji o Vanjski Školj), piccolo scoglio all'entrata di Porto Ingannatore (Gonoturska Luka), tra punta Lenga e punta Panetto; ha un'area di 6213 m²[24], la costa lunga 355 m[24] e l'altezza di 11,4 m[26] 42°45′09″N 17°24′01″E.
- Isolotto Interno[33], Uternik[17][20] o Uttargni[8] (Utrnji Školj), piccolo scoglio al centro della baia di Porto Ingannatore; ha un'area di 7365 m²[24], la costa lunga 372 m[24] e l'altezza di 12,1 m[26] 42°45′42″N 17°23′52″E.
- Santa Maria del Lago[33], nel lago Grande.
- scoglio Stit[8][39] (hrid Štit), a sud di punta Corismeni[40] (Korizmeni rat), a circa 160 m dalla costa sud-ovest di Meleda; ha un'area di 4375 m²[24] e la costa lunga 296 m[24] 42°46′20″N 17°19′57″E.

## Storia

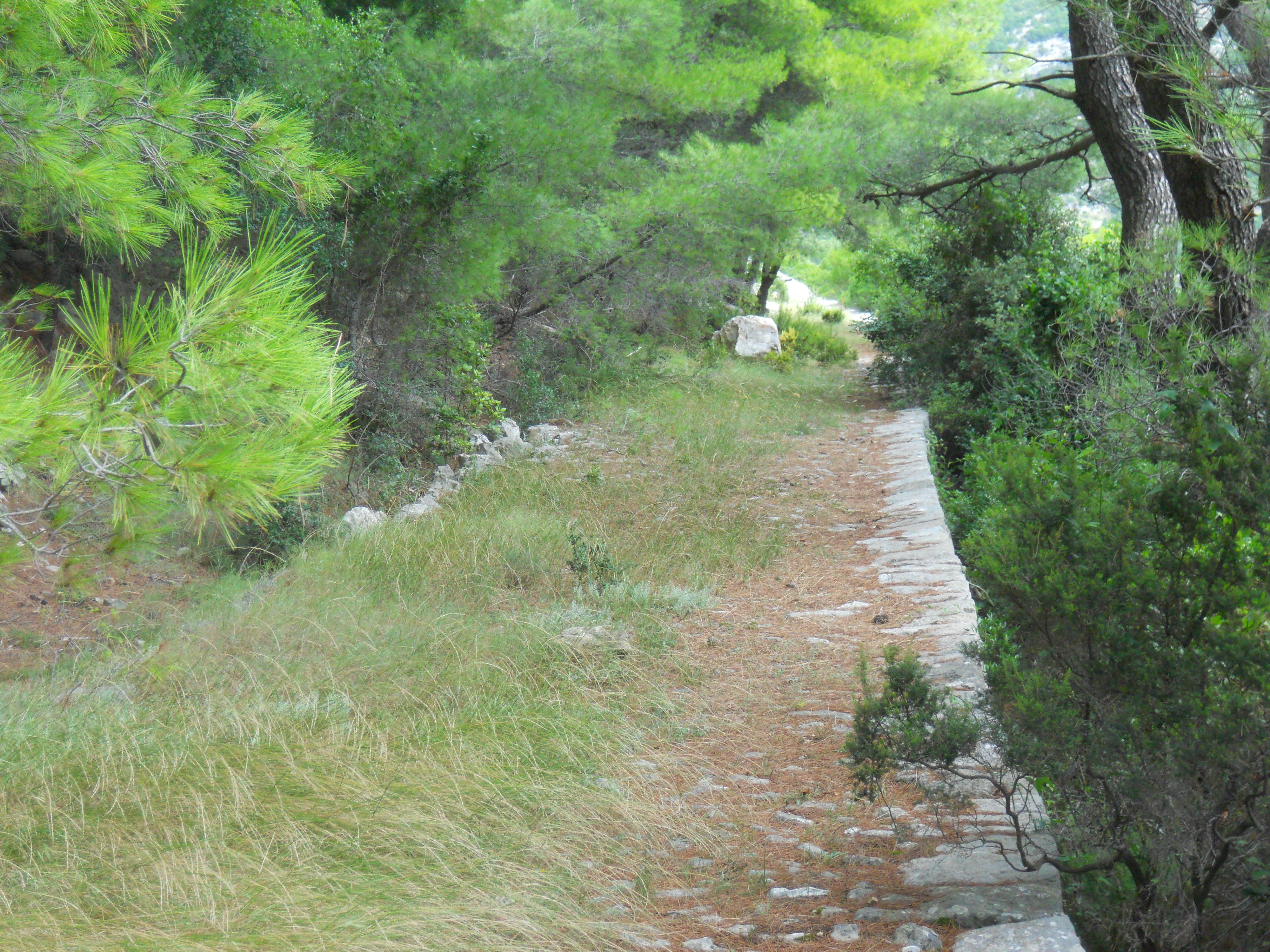
Parte dell'antica strada ciottolata che collegava Babinopoglie a Suvra

Nominata come Meliti nel periplo di Scilace (IV secolo a.C.), divenne dominio romano nel 167 a.C. e chiamata Melite o Melita. I nomi Meleta, Malta, Melitensis e infine Meleda risalgono al Medioevo.
Il monumento di maggior interesse a Mèleda risale all'età romana: in località Porto Palazzo (Polače ) sono presenti i resti del cosiddetto palatiolum, una villa romana del III-IV secolo. Nei dintorni sono state anche rinvenute le tracce di due chiese paleocristiane, distrutte definitivamente nel medioevo a seguito di una distruzione del borgo.
Una interpretazione di alcuni passi biblici vuole che qui sia naufragato anche l'apostolo Paolo. Infatti negli Atti si parla di un naufragio del Santo nel mar Adriatico, finito poi con uno sbarco a Melita, solitamente tradotto come Malta, il cui nome però è identico a quello della antica Mèleda.
I Benedettini di Pulsano, provenienti dal monte Gargano in Puglia sbarcarono nel 1511 nella valle San Michele (uvala Sutmiholjska) e divennero i signori feudali; nel 1187-1198, il principe serbo Desa, del casato dei Vojislavljevič costruì per loro la chiesa e il monastero di Santa Maria di Meleda, che ancora oggi sono perfettamente conservati e occupano l'isoletta al centro dal Lago Grande (Veliko jezero).

## Trasporti
L'isola non è dotata di un aeroporto, ma i collegamenti avvengono attraverso l'aeroporto internazionale di Ragusa. Esistono linee di collegamento marittime con il porto di Stagno nella penisola di Sabbioncello e con Ragusa gestite dalla Jadrolinija. Il trasporto auto è possibile fino al porto di Suvra, mentre il trasporto passeggeri si effettua anche dall'approdo di Polače, nella parte settentrionale all'interno del Parco nazionale.
L'isola è attraversata da nord a sud da una strada asfaltata a due corsie, lungo la quale è disponibile anche un servizio di autobus che la percorre interamente (con partenza e arrivo a Suvra) una volta al mattino presto e una volta in serata. Il servizio di taxi è disponibile, ma va prenotato telefonicamente e non sempre è disponibile immediatamente.

## Galleria d'immagini

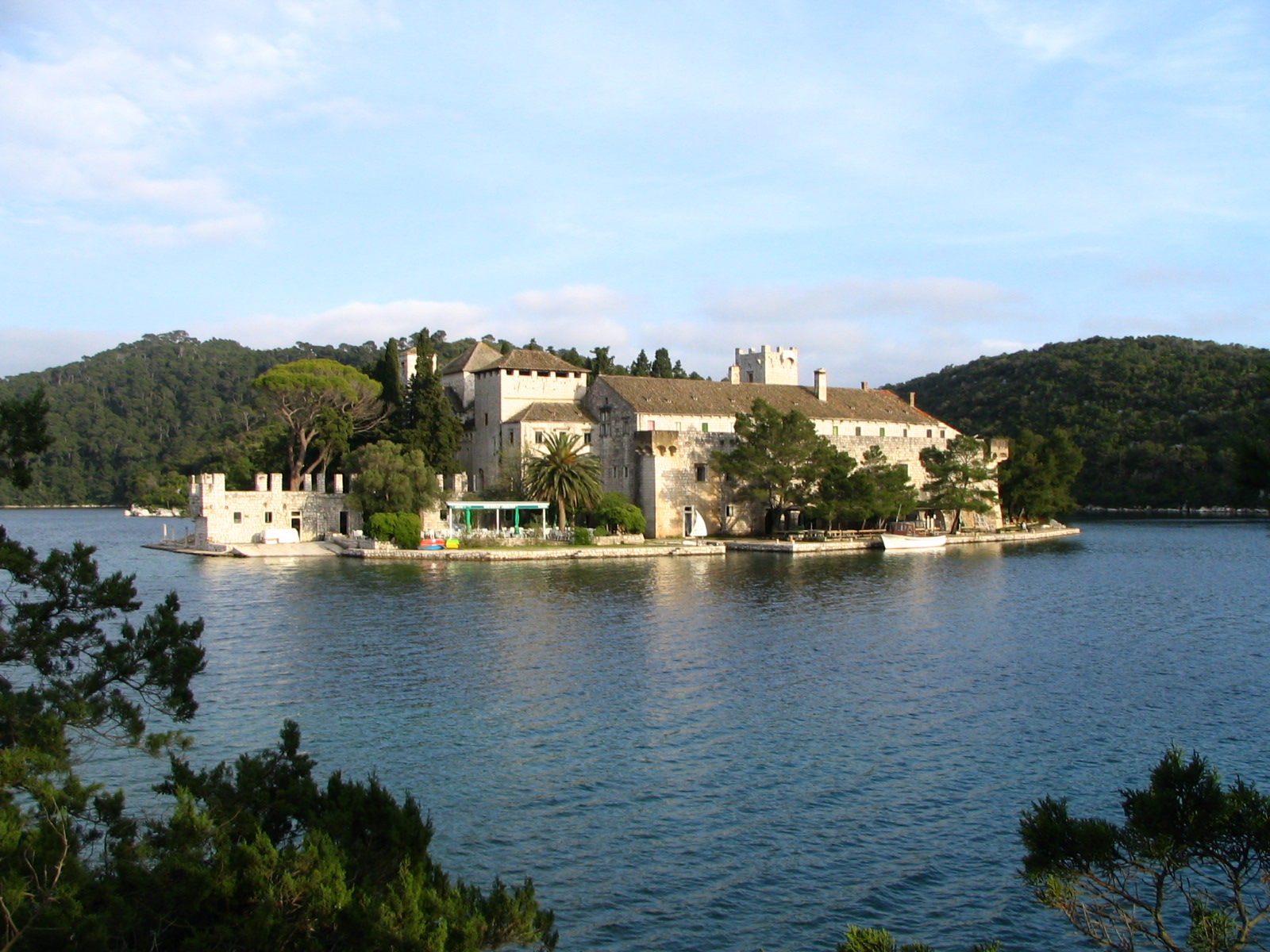
Santa Maria di Meleda, il monastero.
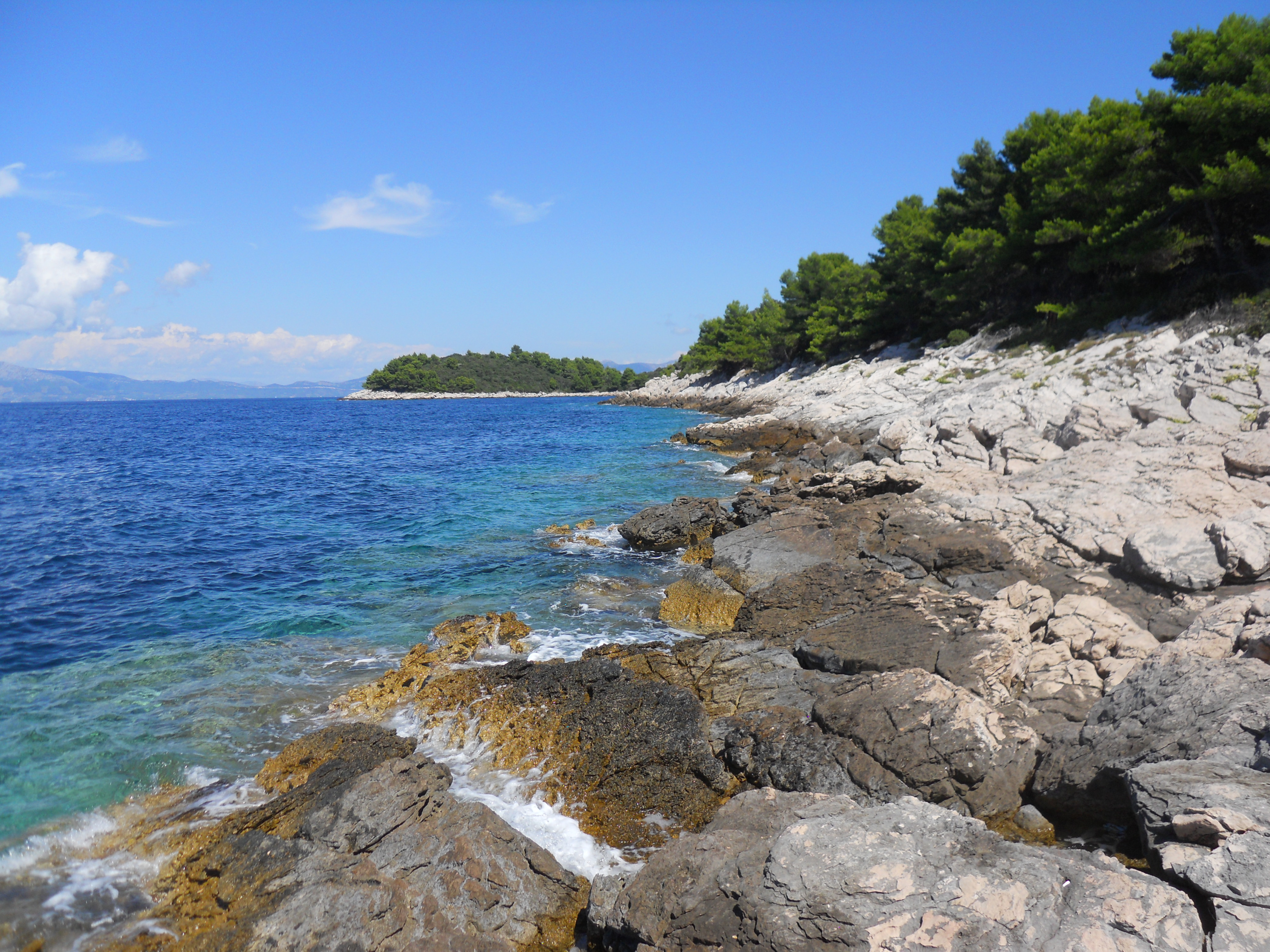
Valle Lastovska, all'estremità nord-orientale dell'isola
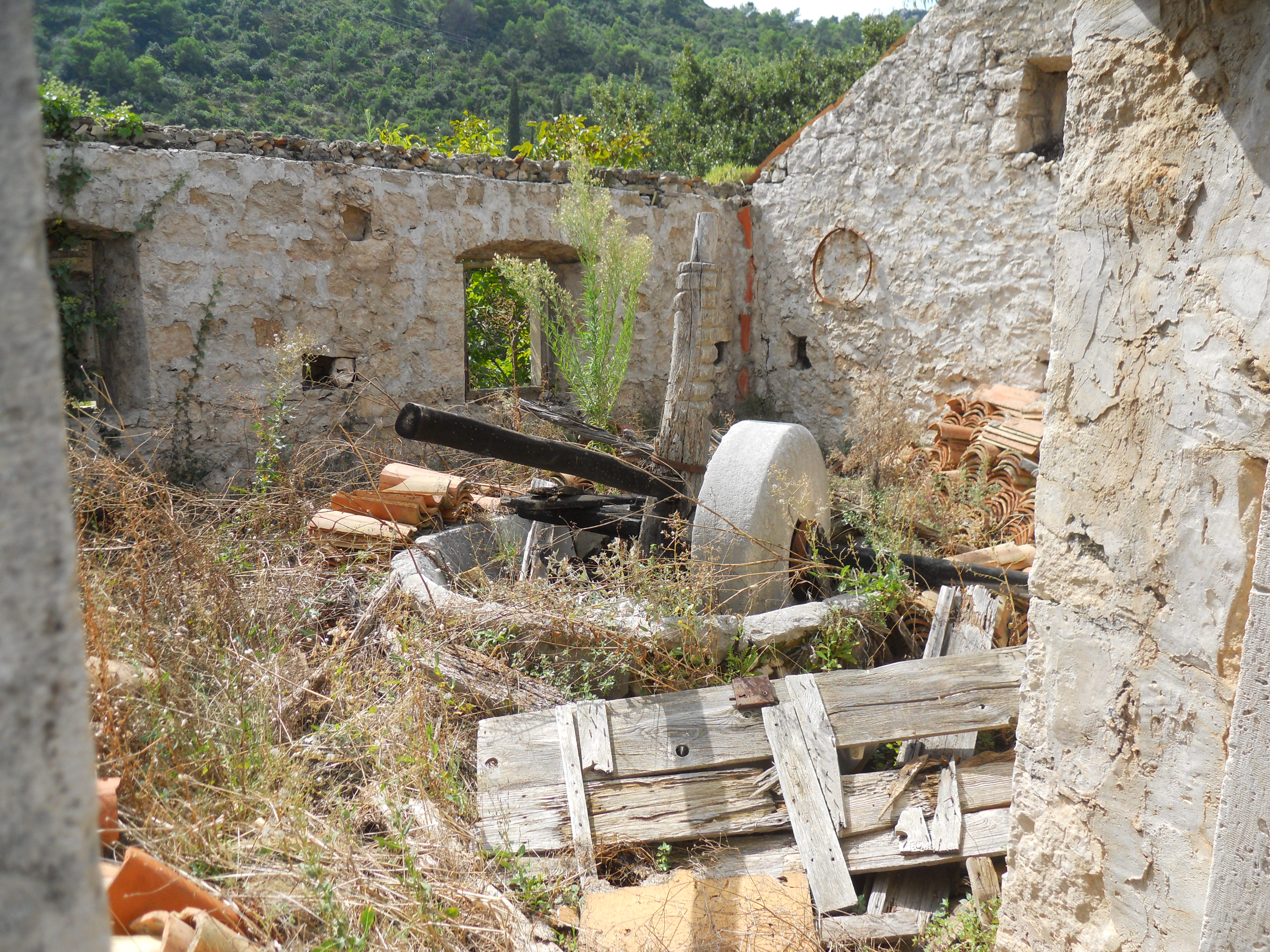
Antico frantoio a Chiave (Prožura)
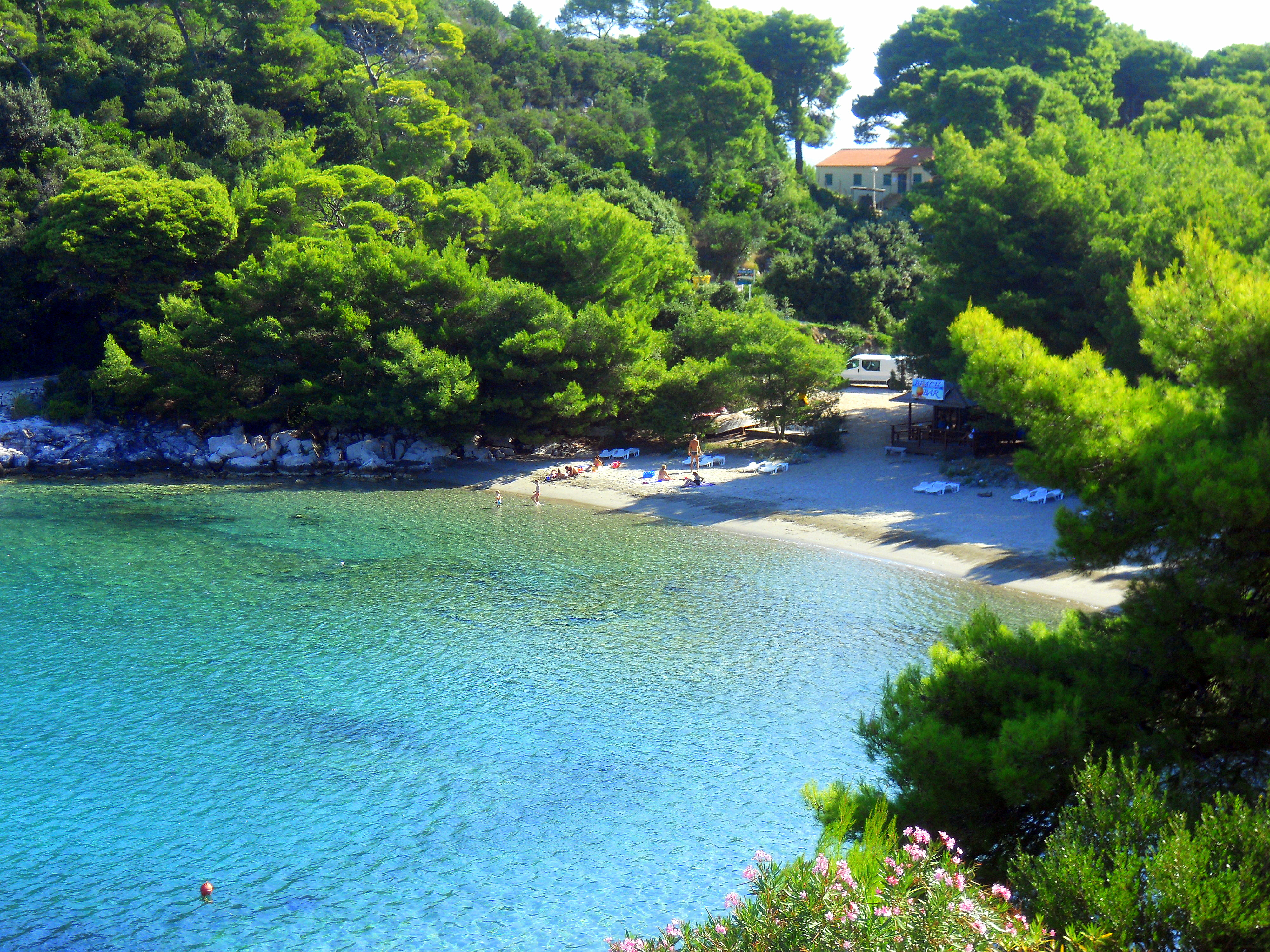
Una spiaggia di Sabbionara

### Cartografia
- (HR) Mappa topografica della Croazia 1:25000, su preglednik.arkod.hr. URL consultato il 27 febbraio 2017.
- G. Giani, Carta prospettiva delle Comuni censuarie della Dalmazia, foglio 12, 1839. Fondo Miscellanea cartografica catastale, Archivio di Stato di Trieste.
- Carta di cabottaggio del mare Adriatico, foglio XI, Milano, Istituto geografico militare, 1822-1824. URL consultato il 16 febbraio 2017 (archiviato dall'url originale il 13 aprile 2013).